# (37628) 1993 TK17
(37628) 1993 TK17 est un objet de la ceinture principale d'astéroïdes extérieure de 11,116 km de diamètre découvert en 1993.

## Description
(37628) 1993 TK17 a été découvert le 9 octobre 1993 à l'observatoire de La Silla, au Chili, par Eric Walter Elst.

### Caractéristiques orbitales
L'orbite de cet astéroïde est caractérisée par un demi-grand axe de 3,25 ua, un périhélie de 3,03 ua, une excentricité de 0,07 et une inclinaison de 22,28° par rapport à l'écliptique. Du fait de ces caractéristiques, à savoir un demi-grand axe entre 3,2 et 4,6 ua, il est classé, selon la JPL Small-Body Database, comme objet de la ceinture principale d'astéroïdes extérieure.

### Caractéristiques physiques
(37628) 1993 TK17 a une magnitude absolue (H) de 13,7 et un albédo estimé à 0,043, ce qui permet de calculer un diamètre de 11,116 km. Ces résultats ont été obtenus grâce aux observations du Wide-Field Infrared Survey Explorer (WISE), un télescope spatial américain mis en orbite en 2009 et observant l'ensemble du ciel dans l'infrarouge, et publiés en 2011 dans un article présentant les premiers résultats concernant les astéroïdes de la ceinture principale.